# Linda Pedrazzoli
Linda Pedrazzoli (* 20. Januar 1994) ist eine schweiz-italienische Unihockeyspielerin. Sie steht beim Nationalliga-A-Vertreter UHC Kloten-Dietlikon Jets unter Vertrag. Zusätzlich gehört sie dem Kader der italienischen Unihockeynationalmannschaft der Frauen an.

## Karriere

### Verein
Pedrazzoli begann ihre Karriere bei Unihockey Leimental. 2010 debütierte sie in der ersten Mannschaft des Unihockey Leimental in der Nationalliga B.
2013 erfolgte der Wechsel von der Nationalliga B in die Nationalliga A. Der UHC Dietlikon verpflichtete die Nachwuchsspielerin erstmals für die Nachwuchsabteilung mit der Option in der Nationalliga A eingesetzt werden. In ihrer ersten Saison absolvierte sie vier Partien für die erste Mannschaft.
In ihrer zweiten Saison zählte sie anschliessend zur Stammformation des UHC Dietlikon. Sie erzielte in ihrer ersten Saison 12 Tore und legte neun weitere Tore auf. In ihrer zweiten Saison konnte sie nicht mehr an die Leistungen anknüpfen. Trotzdem gewann Dietlikon den Schweizer Cup.
In der Saison 2016/17 konnte sie mit Dietlikon zum dritten Mal den Schweizer Cup gewinnen. Am 10. April 2017 gab der Verein die Vertragsverlängerung um ein Jahr mit der Stürmerin bekannt.
Am 14. Mai gab der UHC Kloten-Dietlikon Jets bekannt, dass Pedrazzoli ihren Vertrag verlängert hat.

### Nationalmannschaft
2013 debütierte Pedrazzoli für die italienische Nationalmannschaft. Sie nahm mit Italien an drei Weltmeisterschaftsqualifikation teil. Italien konnte sich aber nicht für die Weltmeisterschaft qualifizieren.

## Erfolge
- Schweizer Cup: 2015, 2016, 2017
- Schweizer Meister: 2017